# Berliner Zentrum für Hochschullehre
Das Berliner Zentrum für Hochschullehre (BZHL) ist eine gemeinsame Einrichtung der 13 Berliner Universitäten, Hochschulen für angewandte Wissenschaften und Kunsthochschulen sowie der Charité - Universitätsmedizin Berlin. Es hat die Aufgabe, die Lehre an den Mitgliedshochschulen zu verbessern und neue Impulse zur Weiterentwicklung der Lehre zu setzen. 

## Ziele und Maßnahmen
Das BZHL soll den Professionalisierungsgrad angehender und praktizierender Hochschullehrender durch hochschuldidaktische Weiterbildungen verbessern und somit zur Erhöhung der Lehrqualität beitragen. Hierfür bietet es Zertifikatsprogramme an (z. B. Berliner Zertifikat für Hochschullehre, Berlin Certificate of Teaching Internationally), ein Workshopprogramm sowie Beratung und Hospitationen. Darüber hinaus stellt das BZHL Selbstlernmaterialien für Lehrende zur Verfügung und vernetzt unterschiedliche Akteure der Hochschullehre in Berlin, bundesweit und international.  

## Struktur
Das BZHL wurde zum 1. November 2008 gegründet; im Januar 2009 startete das Qualifizierungsprogramm für die Lehrenden. Es wird finanziert vom Berliner Senat und von einer an der TU Berlin angesiedelten Geschäftsstelle umgesetzt.
Die Arbeit des Berliner Zentrums für Hochschullehre wird durch einen Lenkungsausschuss, dem leitende Vertreterinnen oder Vertreter aller beteiligten Hochschulen angehören, gesteuert und kontrolliert. Für die fachliche und strategische Ausrichtung ist ein wissenschaftlicher Beirat, bestehend aus je einem Vertreter oder einer Vertreterin der drei Hochschularten sowie drei fachlichen Expertinnen bzw. Experten, beratend tätig. Die Geschäftsführung und inhaltliche Leitung des BZHL hat seit Dezember 2013 die Diplom-Psychologin Martina Mörth inne. Formal ist das BZHL der Verwaltung der TU Berlin zugeordnet.    